# Dmitri Chostakovitch
«  Chostakovitch » et «  Shostakovich  » redirigent ici. Pour les autres significations, voir Chostakovitch (homonymie).
Œuvres principales
- Le Cuirassé Potemkine musique du film (1925)
- Symphonie no 5 (1937)
- Symphonie no 7 "Léningrad" (1942)
- Symphonie no 10 (1953)
- Symphonie no 15 (1971)
- Valse no 2 (1956)
- Concerto pour piano no 2 (1957)
- Concerto pour violoncelle no 1 (1959)
- Quatuor à cordes no 8 (1960)

Liste des œuvres de Dmitri Chostakovitch
Dmitri Dmitrievitch Chostakovitch (en russe : Дмитрий Дмитриевич Шостакович, /ˈdmʲitrʲɪj ˈdmʲitrʲɪɪvʲɪtɕ ʂəstɐˈkovʲɪtɕ/ ), né le 12 septembre 1906 (25 septembre 1906 dans le calendrier grégorien) à Saint-Pétersbourg dans l'Empire russe et mort le 9 août 1975 à Moscou en URSS, est un compositeur russe de la période soviétique.
Chostakovitch devient célèbre en Union soviétique sous le patronage du chef d'état-major Mikhaïl Toukhatchevski, mais a ensuite entretenu des relations complexes avec le gouvernement, qui lui décerna prix et privilèges d'État. Tout au long de sa vie Chostakovitch a participé à des fonctions et des délégations bureaucratiques, notamment au Soviet suprême de la RSFSR (1947) et au Soviet suprême de l'Union soviétique (de 1962 à sa mort).
Son œuvre se caractérise par sa force et son dramatisme souvent exacerbé, des éléments grotesques et une tonalité ambivalente ; il a également été fortement influencé par le style néoclassique d'Igor Stravinsky et (surtout dans ses symphonies) par le romantisme de Gustav Mahler. Son œuvre, accusée de formalisme par le pouvoir soviétique, fait de Chostakovitch une figure majeure de la musique du XXe siècle.
Il est l'auteur de quinze symphonies, de six concertos, d'une musique de chambre abondante (quinze quatuors à cordes, un quintette pour piano, et deux pièces pour octuor à cordes). Son œuvre compte aussi trois opéras et ballets, ainsi que de nombreuses musiques pour le théâtre et le cinéma.

## Biographie

### Jeunesse
Né à Saint-Pétersbourg, Chostakovitch est le cadet des trois enfants de Dmitri Boleslavovitch Chostakovitch et de Sofia Vassilievna Kokoulina. Dmitri Chostakovitch est issu d'une famille appartenant à l'intelligentsia russe et au passé révolutionnaire : son grand-père Boleslav (en polonais Bolesław Szostakowicz), lui-même fils d'un révolutionnaire polonais déporté en Russie dans la région de Perm, avait été exilé en Sibérie pour avoir été soupçonné d'être impliqué dans la tentative d'assassinat d'Alexandre II de 1866. À la fin de son exil, Chostakovitch décida de rester en Sibérie, devint un banquier prospère à Irkoutsk et éleva une grande famille. Son fils Dmitri Boleslavovitch Chostakovitch, le père du compositeur, est né en exil à Narym (ru) en 1875 et a étudié la physique et les mathématiques à l'université de Saint-Pétersbourg, où il a obtenu son diplôme en 1899. Il a ensuite travaillé comme ingénieur sous la direction de Dmitri Mendeleïev au Bureau des poids et mesures de Saint-Pétersbourg. En 1903, il épouse une autre Sibérienne transplantée dans la capitale, Sofiya Vasilievna Kokoulina, l'un des six enfants nés d'un Russe sibérien.

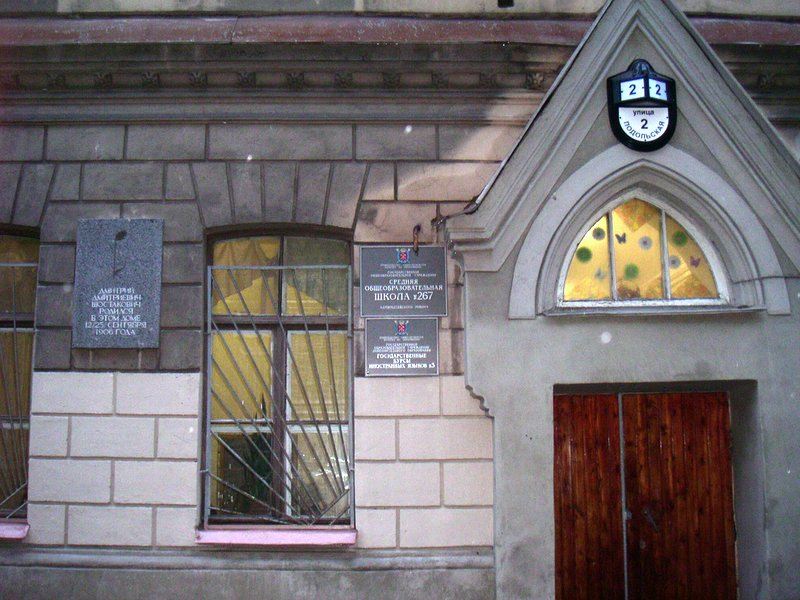
Lieu de naissance de Chostakovitch (maintenant école n. 267). Une plaque commémorative est présente à gauche.

Ce n'est qu'à neuf ans qu'il commence le piano, poussé par les sollicitations de sa mère, mais très vite il se montre particulièrement doué. Il a à plusieurs reprises fait preuve d'une remarquable capacité mémorielle des morceaux joués par sa mère, se faisait « prendre en flagrant délit » en jouant la musique de la leçon précédente tout en faisant semblant de lire une autre musique placée devant lui. Un an plus tard, il entre à l'école privée de musique d'Ignaty Glasser, où il travaille les sonates de Haydn et de Mozart, ainsi que les Préludes et Fugues de Bach. Il écrit une marche funèbre à la mémoire de deux dirigeants du Parti Cadet assassinés par des marins bolcheviques.
Puis en 1919, à l'âge de 13 ans, il entre au conservatoire de Petrograd, où il étudie le piano avec Leonid Nikolaïev et la composition avec Maximilian Steinberg et le contrepoint et la fugue avec Nikolaï Sokolov. Il y fréquente de futures légendes du piano telles Vladimir Sofronitsky et Maria Youdina, et se lie d'amitié avec Alexandre Glazounov, alors directeur du Conservatoire. En 1925, il s'inscrit aux cours de direction d'orchestre de Nikolaï Malko.
Bien que cumulant les apprentissages de composition et de piano, Chostakovitch se destine alors plutôt à une carrière d'interprète. Il donne de nombreux concerts, dans lesquels il fait la part belle aux œuvres de Beethoven, Schumann, Chopin et Liszt.
En février 1922, le père de Chostakovitch meurt d'une pneumonie. La famille Chostakovitch se trouve alors dans une situation matérielle précaire, ce qui conduira Dmitri à se faire embaucher comme pianiste de cinéma. Au début de l'année 1923, il effectue une cure en Crimée, où il tombe amoureux de Tatiana Glivienko, à laquelle il dédie son Premier Trio avec piano.
Le 20 mars 1925, la musique de Chostakovitch est jouée pour la première fois à Moscou, dans un programme qui comprend également des œuvres de son ami Vissarion Chebaline. À la grande déception du compositeur, les critiques et le public de la ville accueillent froidement sa musique. Pendant le séjour de Chostakovitch dans la capitale russe, Mikhaïl Kvadri le présente à Mikhaïl Toukhatchevski, qui aide le compositeur à trouver un logement et un travail à Moscou.
En 1926, à 19 ans, a lieu la création de sa Symphonie no 1, œuvre d'une maturité de métier si exceptionnelle chez un garçon de vingt ans que des chefs d'orchestre tels que Bruno Walter, Leopold Stokowski et Arturo Toscanini l'adoptent immédiatement et lui assurent une renommée internationale. L'œuvre vaut même à son jeune auteur une lettre de félicitations d'Alban Berg.

### Début de carrière
Après avoir obtenu son diplôme, Chostakovitch se lance dans une carrière double de pianiste de concert et de compositeur, mais son style de jeu sec fait souvent l'objet de remarques négatives. Jusqu'en 1930, Chostakovitch se produit régulièrement en concert ; après 1933, il ne joue que ses propres compositions. Avec Youri Briouchkov (ru), Grigory Ginzburg, Lev Oborine et Iossif Schwartz, il fait partie des concurrents soviétiques du premier Concours international de piano Chopin, qui a lieu à Varsovie en 1927. D'après les souvenirs ultérieurs de Valerian Bogdanov-Beresovski :

« L'autodiscipline avec laquelle le jeune Chostakovitch se prépara pour le Concours [Chopin] de 1927 était étonnante. Il s'enferma chez lui pendant trois semaines, s'exerçant pendant des heures, remettant à plus tard la composition et renonçant aux sorties au théâtre et aux visites d'amis. Le résultat de cette réclusion est encore plus surprenant. Bien sûr, avant cette période, il avait joué superbement et suscité les désormais célèbres éloges de Glazounov. Mais ces jours-là, son pianisme, fortement idiosyncrasique et rythmiquement impulsif, à multiples facettes mais graphiquement défini, se fond dans sa forme concentrée. »

Natan Perelman (ru), qui a entendu Chostakovitch jouer ses programmes Chopin avant de se rendre à Varsovie, a déclaré que son jeu « anti-sentimental », qui évite le rubato et les contrastes dynamiques extrêmes, ne ressemblait à rien de ce qu'il avait jamais entendu. Arnold Alschwang (ru) a qualifié le jeu de Chostakovitch de « profond et dépourvu de tout maniérisme de salon ».

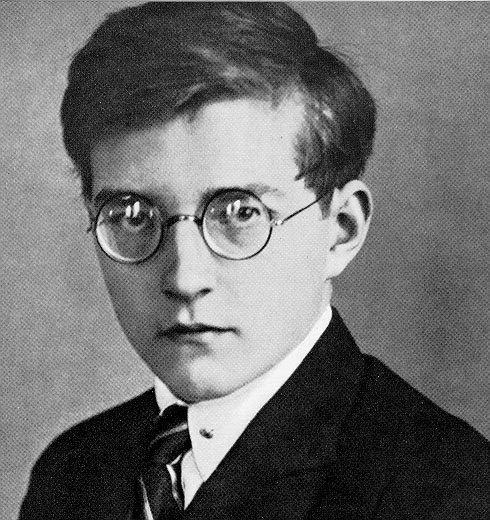
Dmitri Chostakovitch en 1925.

Chostakovitch est frappé d'une appendicite le jour de l'ouverture du concours, mais son état s'est amélioré au moment de sa première représentation, le 27 janvier 1927. Selon Chostakovitch, son jeu est apprécié par le public. Il atteint l'épreuve finale du concours mais n'obtient finalement qu'un diplôme d'honneur, pas de prix ; Oborine est déclaré vainqueur. Chostakovitch est contrarié par ce résultat mais se résout pour un temps à poursuivre une carrière d'interprète. Alors qu'il se remettait de son appendicectomie en avril 1927, Chostakovitch réévalue ses plans :

« Quand j'étais en bonne santé, je travaillais le piano quotidiennement. Je voulais continuer comme ça jusqu'à l'automne et décider ensuite. Si je voyais que je ne m'étais pas amélioré, j'abandonnais tout. Être un pianiste pire que Szpinalski, Etkin, Ginzburg et Bryushkov (on pense généralement que je suis moins bon qu'eux) ne valait pas la peine. »

En 1927, le gouvernement lui commande sa Symphonie no 2 pour célébrer l'anniversaire de la révolution russe. En raison de son modernisme, elle ne suscite pas le même enthousiasme que la première. Cette année marque également le début de l'étroite amitié de Chostakovitch avec le musicologue et critique de théâtre Ivan Sollertinski, qu'il avait rencontré pour la première fois en 1921 par l'intermédiaire de leurs amis communs Leo Arnstam et Lidia Joukova,. Chostakovitch dira plus tard que Sollertinski « lui a appris à comprendre et à aimer de grands maîtres tels que Brahms, Mahler et Bruckner » et qu'il lui a inspiré « un intérêt pour la musique, de Bach à Offenbach ». Chostakovitch vient alors de composer deux œuvres audacieuses, sa Sonate pour piano no 1 et son cycle d'Aphorismes et la composition de cette deuxième symphonie lui permet de poursuivre ses expérimentations.
Entre l'été 1927 et l'été 1928, Chostakovitch s'attelle à l'écriture de l'opéra Le Nez, s'inspirant de la nouvelle éponyme de Nicolas Gogol issue des Nouvelles de Pétersbourg. La partition résolument avant-gardiste rend à merveille l'ironie et le sarcasme du récit de Gogol et connaît un immense succès populaire, bien que férocement attaquée par l'Association russe des musiciens prolétaires (ARMP).

### Période d'avant-guerre

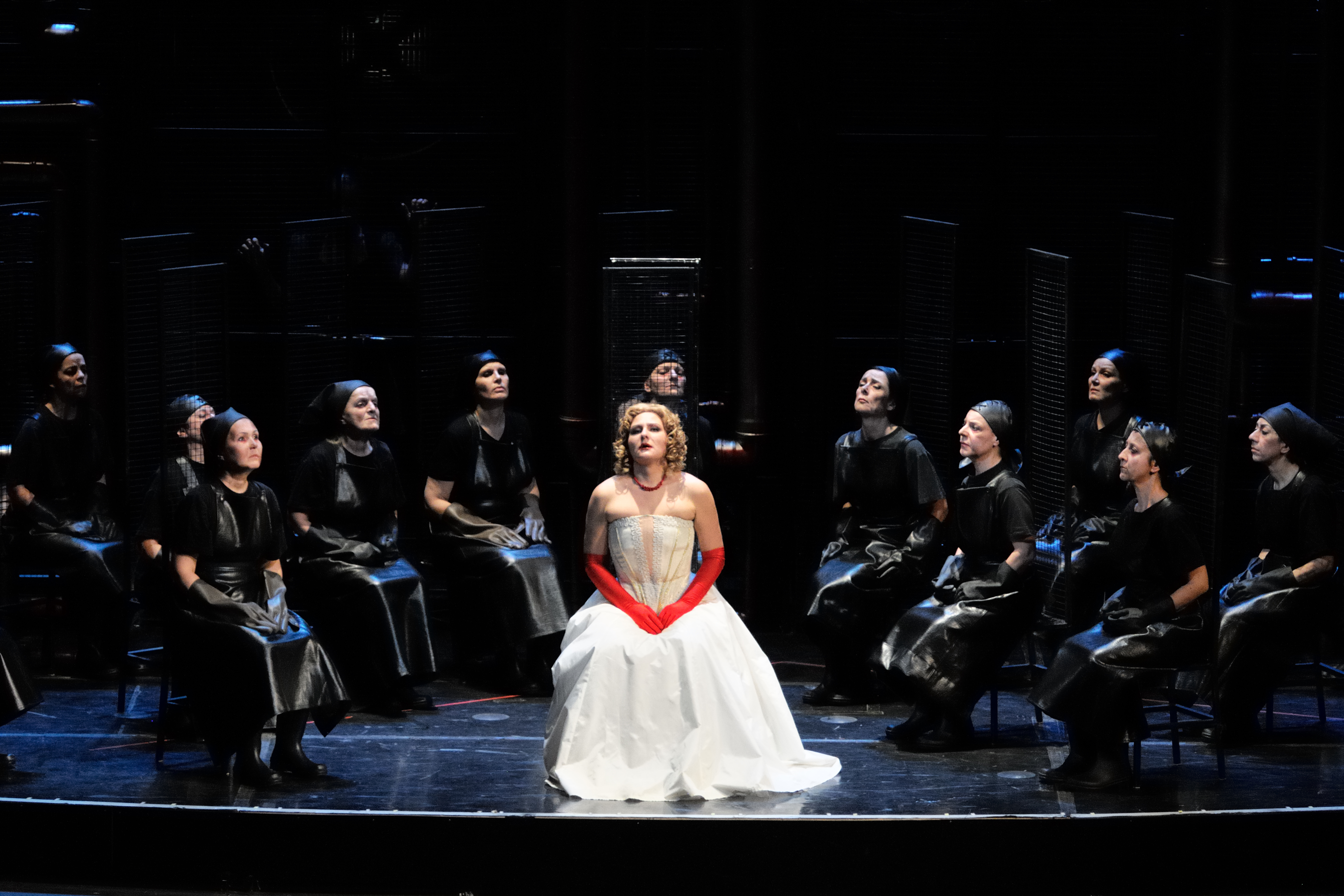
Représentation de Lady Macbeth du district de Mtsensk en 2014

Après Le Nez, le langage musical de Chostakovitch se simplifie. Le compositeur s'intéresse aux possibilités expressives de la satire et du comique et se rapproche de la musique légère. Il écrit en 1929 sa première musique de film, La Nouvelle Babylone, de Grigori Kozintsev et Leonid Trauberg, puis sur une proposition de Vsevolod Meyerhold, la musique de La Punaise de Vladimir Maïakovski. Il compose aussi, toujours dans la même veine, sa Symphonie no 3 puis deux ballets, l'Âge d'or et le Boulon, deux échecs publics.
En mai 1932, Chostakovitch se marie avec Nina Varzar et achève à la fin de l'année la composition de son deuxième opéra, Lady Macbeth du district de Mtsensk. L'idée de l'écriture de cet opéra, basé sur une nouvelle de Nikolaï Leskov, remonte à 1930. L'œuvre est créée en 1934 et remporte un immense succès, avec trois productions et quelque deux cents représentations tant à Léningrad qu'à Moscou au cours des deux années qui suivent, en plus de nombreuses représentations en dehors de l'URSS.
Au début de 1933, treize jours à peine après avoir achevé la composition de Lady Macbeth, Chostakovitch commence un cycle de 24 préludes pour piano puis compose son premier Concerto pour piano. Cette même année, il compose l'opus 37, Musique pour La Comédie humaine d'après Honoré de Balzac pour petit orchestre (1933-1934). L'année suivante, il écrit une Sonate pour violoncelle et piano. Ces trois dernières œuvres n'ont stylistiquement rien à voir avec les expérimentations du Nez. Chostakovitch compose aussi son troisième ballet, le Clair ruisseau, qui remportera lors de sa création en 1935, un vif succès.
Au cours du premier Congrès de l'Union des écrivains soviétiques, en été 1934, Maxime Gorki présente la doctrine du réalisme socialiste. En cette occasion, presque tous les écrivains prêtent serment de fidélité à Staline et rares sont ceux qui, comme Mikhaïl Boulgakov, Ossip Mandelstam ou Anna Akhmatova, ont le courage de s'y refuser. La fin de l'année 1934 ouvre une des pages les plus sombres de l'histoire russe : l'assassinat de Sergueï Kirov marque le déclenchement d'une terreur d'une ampleur sans précédent, donnant le signal à des persécutions massives et à d'innombrables condamnations. À partir de décembre se produisent sur l'ensemble du territoire soviétique des arrestations en masse et une « grande purge politique », une expérience terrifiante qui devient quotidienne à dater de cet instant.
Ces premières années de la Grande Terreur sont paradoxalement heureuses pour Chostakovitch : les représentations de Lady Macbeth du district de Mtsensk continuent de remporter un vif succès, et il poursuit son travail de composition avec ardeur. Voyant dans son entourage d'éminents représentants de la littérature et des beaux-arts multiplier les déclarations opportunistes, Chostakovitch cherche d'abord à préserver son indépendance, et ses déclarations publiques, entre 1932 et 1936, ne contiennent guère de phrases qui puissent passer pour une approbation de l'idéologie agressive du Parti. Les œuvres qu'il compose à cette époque, telles que son Premier Concerto pour piano ou sa Sonate pour violoncelle et piano, ne portent aucune influence de la politique intérieure du pays.

#### Première dénonciation
Mais, le 28 janvier 1936 paraît dans la Pravda un article intitulé : « Le chaos remplace la musique », diatribe contre l'opéra Lady Macbeth. Staline, accompagné d'Andreï Jdanov et de Mikoïan, avait en effet assisté deux jours auparavant à une représentation de l'opéra au Bolchoï, et l'avait détesté. Cet article, non signé, s'en prend au style musical de l'opéra, fait de « tintamarre, grincements, glapissements », à son « formalisme petit-bourgeois » niant simplicité et réalisme socialiste au profit de l'« hermétisme » ; et, enfin, à son « naturalisme grossier » montrant sur scène des personnages « bestiaux », « vulgaires ». L'article va même jusqu'à menacer l'existence de Chostakovitch par cette phrase lourde de sens en pleine folie des purges staliniennes : « On joue avec l'hermétisme, un jeu qui pourrait mal finir ». Les représentations furent aussitôt arrêtées.
Le 6 février 1936, Chostakovitch subit un autre coup du sort avec la publication dans la Pravda d'un éditorial éreintant son ballet Le Clair Ruisseau,. Puis, quelques jours plus tard, il fait l'objet d'une condamnation officielle au cours d'une réunion de la section de Léningrad de l'Union des compositeurs soviétiques. Beaucoup de ses anciens amis rivalisent alors d'attaques contre lui. Rares sont ceux qui, comme Sergueï Prokofiev, Vissarion Chebaline et Dmitri Kabalevski, osent prendre le parti de Chostakovitch. Ce dernier devient ainsi officiellement un « ennemi du peuple », accusation qui, dans l'URSS des années 1930, précédait bien souvent une déportation. Les mois suivants s'accompagneront d'une intensification de la terreur, touchant de plus en plus brutalement les milieux artistiques : Maxime Gorki meurt dans des circonstances non élucidées, le poète Ossip Mandelstam est assassiné en 1938, Vsevolod Meyerhold est fusillé en 1940, Anna Akhmatova perd son mari et son fils, tandis que Marina Tsvetaïeva se suicide en 1941. La campagne de la Pravda contre Chostakovitch a entraîné une baisse notable de ses commandes, de ses concerts et représentations de sa musique ; ses revenus mensuels passent d'une moyenne de 12 000 roubles à seulement 2 000 roubles. En juin 1937, Chostakovitch est convoqué par le NKVD pour être interrogé et ne doit sa survie qu'à l'exécution de l'officier chargé de son dossier. Le même mois, la Grande Terreur induit l'emprisonnement et le meurtre de plusieurs proches de Chostakovitch : Toukhachevski est exécuté, son beau-frère Vsevolod Frederiks (en) meurt après sa libération d'un camp ; son ami et écrivain marxiste Galina Serebriakova (en), qui a passé vingt ans au goulag et son oncle Maxime Kostrykine meurent ; et ses collègues Boris Kornilov, Nikolaï Jiliaïev, et Adrian Piotrovski sont aussi exécutés. L'attente constante du pire le plonge dans l'insomnie et la dépression. Il est hanté par des idées de suicide, qui ne cesseront de le tourmenter toute sa vie.
Chostakovitch engendre en 1936 sa fille, Galina; et son fils Maxime naît deux ans plus tard.

#### Retrait de laQuatrième Symphonie

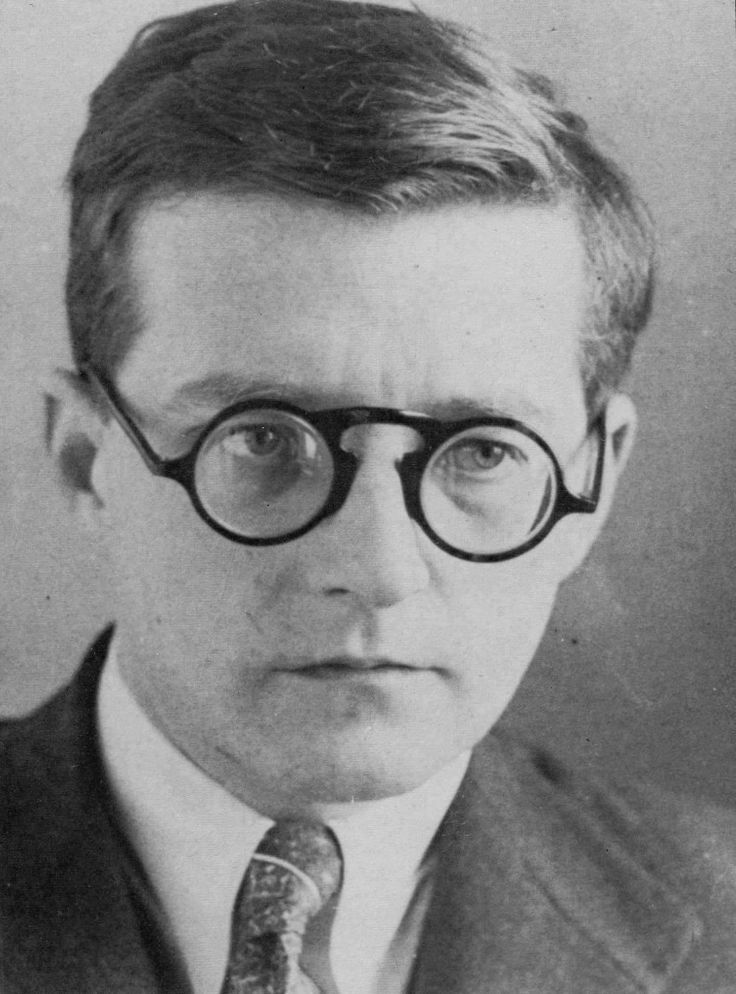
Photographie de Dmitri Chostakovitch antérieure à 1941.

La publication des articles de la Pravda coïncide avec la composition de la Symphonie no 4 de Chostakovitch composée entre septembre 1935 et mai 1936. Elle est le reflet de son état psychologique de l'époque. Cette œuvre bouleversante, stylistiquement proche de Lady Macbeth du district de Mtsensk, ne sera jouée que dans les années 1960. En effet, Chostakovitch tentait de reformer son style dans un nouvel idiome et ceci lui a donné des difficultés de composition. Chostakovitch décide de mettre un terme aux répétitions que dirigeait le chef Fritz Stiedry. Selon la version officielle, c'est le compositeur qui retira de lui-même son œuvre, la jugeant alors imparfaite. Mais selon Isaac Glikman, qui avait assisté aux répétitions avec le compositeur, le directeur de l'Orchestre philharmonique de Leningrad persuada Chostakovitch de retirer la symphonie. Chostakovitch ne répudia pas l'œuvre et conserva son titre de Quatrième Symphonie. Une réduction pour deux pianos a été exécutée et publiée en 1946, et l'œuvre a finalement été créée en 1961.
Dans les mois qui séparent le retrait de la Quatrième Symphonie et l'achèvement de la Cinquième le 20 juillet 1937, la seule œuvre de concert que Chostakovitch ait composée sont les Quatre Romances sur des textes de Pouchkine.

#### Retour en grâce avec laCinquième Symphonie
Obligé de faire des concessions, Chostakovitch donne à sa musique des accents plus traditionnels. Sa Symphonie no 5, dont la facture très classique emprunte à Beethoven et Tchaïkovski, lui permet un retour en grâce. Avec cette œuvre officiellement qualifiée de « réponse créative d'un artiste soviétique à de justes critiques » (sous-titre de l'œuvre), le musicien a simplifié son style sans pour autant réprimer sa personnalité. Plus tard, dans ses Mémoires, Chostakovitch déclara : « Je ne croirai jamais qu'un homme qui ne comprenait rien ait pu ressentir la Cinquième Symphonie. Bien sûr qu'ils comprenaient, ils comprenaient ce qui se passait autour d'eux et ils comprenaient de quoi parlait la Cinquième. » Toute l'œuvre peut même être interprétée, sous la surface d'un langage conventionnel, comme la marque d'une profonde révolte contre la tyrannie. La création de la 5e Symphonie  fut aussi le point de départ de l'amitié du compositeur avec le chef Ievgueni Mravinski.
En mai 1938, Chostakovitch compose son Premier Quatuor à cordes, puis jusqu'en 1941, il s'occupe essentiellement de musiques de films. En septembre 1937, il commence à enseigner la composition au conservatoire de Leningrad, ce qui lui assure une certaine sécurité financière. Entre avril 1939 et novembre 1939, il compose la Symphonie no 6.

### Guerre et après-guerre
En 1939, avant que les forces soviétiques ne tentent d'envahir la Finlande, le secrétaire du Parti de Leningrad Andreï Jdanov commanda à Chostakovitch une pièce de célébration, la Suite sur des thèmes finlandais, qui devait être jouée lors du défilé des fanfares de l'Armée rouge à Helsinki. La Guerre d'Hiver a été une expérience amère pour l'Armée rouge, le défilé n'a jamais eu lieu et Chostakovitch n'a jamais revendiqué la paternité de cette œuvre. Elle n'a pas été jouée avant 2001. Après le déclenchement de la guerre entre l'Union soviétique et l'Allemagne en 1941, Chostakovitch est d'abord resté à Leningrad. Il a essayé de s'enrôler dans l'armée mais a été refusé à cause de sa mauvaise vue. Pour compenser, il est devenu volontaire pour la brigade de pompiers du Conservatoire de Leningrad et a livré une émission de radio au peuple soviétique.
| (audio) | Émission de radio de Chostakovitch (info)         |
| (audio) |                                                   |
| (audio) | Des problèmes pour écouter le fichier ? Aidez-moi |
En 1941, Chostakovitch reçoit le Prix Staline pour son Quintette avec piano et cordes, œuvre commandée par le Quatuor Beethoven dont Chostakovitch devait tenir la partie de piano lors de la tournée que le quatuor devait faire en 1942 à travers toute l'URSS.
Le 8 août 1941, les premiers avions allemands bombardent Leningrad. La mobilisation est décrétée et Chostakovitch est incorporé à sa demande dans un piquet d'incendie du groupe de défense antiaérienne. Il se lance dans l'écriture de sa Symphonie no 7 « Leningrad », composée au début du siège de la ville, puis à Kouïbychev (aujourd'hui Samara), où Chostakovitch et sa famille sont évacués en octobre 1941. L'œuvre est terminée en décembre 1941, alors que Leningrad est toujours assiégée. La première de cette symphonie, au gigantisme patriotique, a lieu à Kouïbychev en mars 1942. Quelques jours plus tard, elle est jouée à Moscou lors d'un concert retransmis à la radio et perturbé par les alertes de la défense antiaérienne. Rapidement populaire aussi bien à l'Ouest qu'à l'Est, elle est jouée 62 fois sur le continent américain entre 1942 et 1943. L'œuvre sera même interprétée à Léningrad le 9 août 1942. L'orchestre ne comptant plus que 14 musiciens, le chef d'orchestre Carl Eliasberg a été contraint de recruter en renfort toute personne sachant jouer d'un instrument.
En 1943, Chostakovitch compose l'une de ses plus importantes symphonies, la Symphonie no 8 (rarement et improprement sous-titrée Stalingrad ; cet hommage n'est pas de Chostakovitch lui-même), dédiée à Mravinski. Considérée par beaucoup comme le chef-d'œuvre symphonique de Chostakovitch, cette symphonie est semblable à un cri de protestation contre la guerre, le totalitarisme et la volonté de suprématie en général. L'œuvre a été bannie officieusement jusqu'en 1956. La guerre terminée, Chostakovitch compose sa Symphonie no 9, d'un ton plus lumineux que la Symphonie no 8. Tous s'attendent à ce que Chostakovitch produise une symphonie en forme d'apothéose, célébrant la victoire sur le fascisme. Tout au contraire, cette nouvelle symphonie, qui ne dure pas plus d'une demi-heure et ne nécessite qu'un petit orchestre classique, tourne ouvertement la victoire de Staline en dérision avec ses thèmes légers, voire ridicules. Gavriil Popov l'a décrite comme « splendide dans sa joie de vivre, sa gaieté, sa brillance et son piquant ! ». Mais en 1946, elle a également fait l'objet de critiques. Le New York World-Telegram du 27 juillet 1946 mentionne que : « le compositeur russe n'aurait pas dû exprimer ses sentiments sur la défaite du nazisme d'une manière aussi enfantine ». Chostakovitch continua à composer de la musique de chambre, notamment son Trio avec piano no 2 (op. 67), dédié à la mémoire de Sollertinski, avec un finale totentanz sur le thème des Juifs. En 1947, le compositeur est nommé député au Soviet suprême de la RSFSR.
Outre trois grandes symphonies, Chostakovitch a beaucoup composé pendant la guerre : les Deuxième et Troisième Quatuors à cordes, parmi les plus beaux de la série, la Deuxième Sonate pour piano, l'opéra Les Joueurs d'après Nicolas Gogol, qui restera inachevé, six romances sur des textes de poètes et des poèmes populaires anglais. Surtout, Chostakovitch compose au printemps 1944 l'un des chefs-d'œuvre de sa musique de chambre, le Second Trio avec piano, dédié à la mémoire de son grand ami disparu Ivan Sollertinski.

#### Seconde dénonciation
En juillet 1947, il aborde la composition du Premier Concerto pour violon, puis, durant l'été 1948, il écrit ses Chansons juives, notamment en réaction à l'antisémitisme ambiant. Il sera contraint de cacher ces œuvres, comme jadis la Quatrième Symphonie.
En 1948, Chostakovitch est emporté par le tout-puissant jdanovisme artistique et son représentant Tikhon Khrennikov. Dans un premier temps, il lui est ouvertement reproché (avec d'autres musiciens dont Sergueï Prokofiev et Aram Khatchatourian) d'écrire une musique inappropriée et formaliste lors d'une résolution du parti du 10 février 1948. Il doit faire alors, à plusieurs reprises, son autocritique et perd sa place de professeur, pour ne retrouver un poste qu'en 1961. Son fils Maxime Chostakovitch est même contraint de le condamner publiquement. Iouri Lioubimov raconte qu'à cette époque « il attendait son arrestation la nuit sur le palier de l'ascenseur, pour qu'au moins sa famille ne soit pas dérangée ». Alors que le Parti renforce son emprise sur la vie culturelle et artistique soviétique, Chostakovitch, une seconde fois victime de la lutte contre le formalisme, écrit son œuvre la plus ouvertement contestataire, le Raïok, dans laquelle il se moque de Staline et de ses subalternes.
Les conséquences du décret pour les compositeurs ont été dures. Chostakovitch fait partie de ceux qui sont purement et simplement renvoyés du Conservatoire. Pour lui, la perte d'argent est peut-être le plus dur. D'autres, encore au Conservatoire, vivent dans une atmosphère de suspicion. Personne ne veut que son travail soit considéré comme formaliste, aussi beaucoup accusent-ils leurs collègues d'écrire ou d'interpréter de la musique anti-prolétarienne.
Au cours des années suivantes, Chostakovitch compose trois catégories d'œuvres : de la musique de film pour payer le loyer, des œuvres officielles destinées à obtenir une réhabilitation officielle et des œuvres sérieuses « pour le tiroir du bureau ». Parmi ces dernières figurent le Concerto pour violon no 1 et le cycle de chansons intitulé Des Poésies populaires juives (op. 79). Ce cycle a été écrit à une époque où la campagne antisémite d'après-guerre était déjà en cours, avec de nombreuses arrestations, dont celle de Dobrouchine et Yiditsky, les auteurs du livre dont Chostakovitch a tiré ses textes.

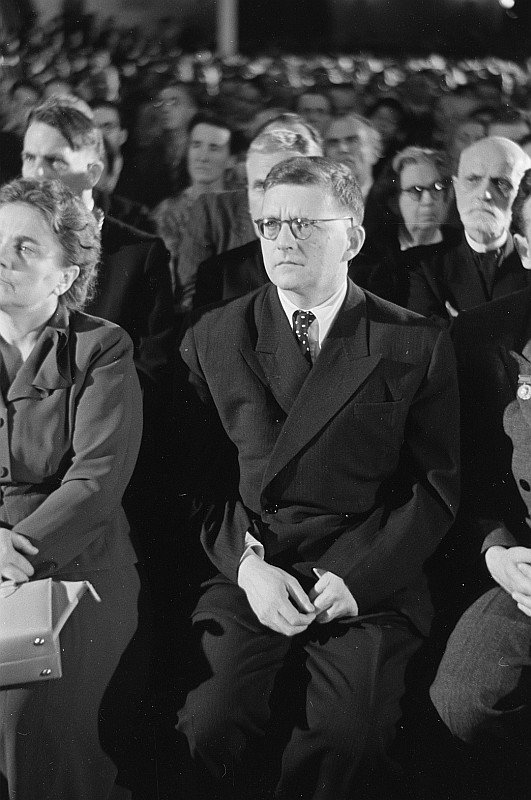
Chostakovitch le 28 juillet 1950 à un récital Bach au Kongreßhalle de Leipzig.

En 1949, les restrictions imposées à la musique et aux conditions de vie de Chostakovitch sont assouplies. Staline décide que Chostakovistch fera partie des représentants soviétiques artistiques au Congrès culturel et scientifique pour la paix mondiale à New York. Pour Chostakovitch, ce fut une expérience humiliante, dont le point culminant fut une conférence de presse à New York où il devait lire un discours préparé. Nicolas Nabokov, qui était présent dans le public, a vu Chostakovitch commencer à lire « d'une voix nerveuse et tremblante » avant de devoir s'interrompre « et le discours a été poursuivi en anglais par un baryton radio suave[Quoi ?] ». Pleinement conscient que Chostakovitch n'était pas libre de ses opinions, Nabokov lui demanda publiquement s'il soutenait la récente dénonciation de la musique de Stravinsky en Union soviétique. Grand admirateur de Stravinsky et influencé par sa musique, Chostakovitch n'a d'autre choix que de répondre par l'affirmative. Nabokov n'hésita pas à écrire que cela démontrait que Chostakovitch n'était « pas un homme libre, mais un outil obéissant de son gouvernement ». Chostakovitch ne pardonna jamais à Nabokov cette humiliation publique.
Il écrit la même année son oratorio Le Chant des forêts, une œuvre de circonstance présentant Staline comme « grand jardinier », mais non dénuée d'intérêt, ainsi que son Quatrième Quatuor à cordes, dans lequel se fait sentir l'influence du folklore juif, et qui ne sera créé qu'en 1953. C'est également en 1949 qu'il composa la musique du film La Chute de Berlin. En 1950, année du bicentenaire de la mort de Bach, Chostakovitch s'attelle à un cycle de 24 préludes et fugues ; puis, durant l'hiver 1952, il compose son Cinquième Quatuor à cordes.
En 1953, alors que la situation de Chostakovitch semble figée, comme celle de bien d'autres musiciens soviétiques, survient l'annonce de la mort de Staline, le 5 mars 1953. Le compositeur revient alors à l'écriture symphonique, après cinq ans d'arrêt, en composant sa Dixième Symphonie de juillet à octobre 1953. La création en décembre 1953 est un triomphe pour Chostakovitch. Les Symphonies no 5,7 et 10 resteront les plus célèbres.
Même après la mort de Staline, le dogme du réalisme socialiste règne toujours en maître. Mais les premiers indices de changement se manifestent, et de nombreuses œuvres de Chostakovitch vont peu à peu reprendre place dans la vie musicale : les Chansons juives et le Premier Concerto pour violon sont ainsi créés en 1955, plus de sept ans après leur composition. Chostakovitch reçoit le prix international de la paix en 1953.
En 1954, Chostakovitch écrit l'Ouverture Festive (op. 96) ; elle a été utilisée comme thème musical pour les Jeux olympiques d'été de 1980. (Son « Thème du film Pirogov, opus 76a : Finale » a été joué lors de l'allumage de la vasque des Jeux olympiques d'été de 2004 à Athènes, en Grèce),.
Peu après, le compositeur traverse une période de crise : il éprouve du mal à composer des œuvres qui le satisfassent. Il est en outre confronté à la mort de sa femme Nina, fin 1954, ainsi qu'à celle de sa mère l'année suivante. Il se marie une seconde fois avec l'activiste Komsomol Margarita Kainova, en 1956 ; le couple ne s'accordait pas, et a divorcé cinq ans plus tard. Chostakovitch fête ses cinquante ans en 1956, année riche en événements : lors du XXe congrès du Parti communiste de l'Union soviétique, Nikita Khrouchtchev dénonce les crimes de Staline. Un vent de liberté parcourt toute l'URSS. Dmitri Chostakovitch est à nouveau réhabilité en 1958, avec la publication d'un décret du Parti sur la correction des erreurs commises en 1948. De nombreux musiciens, tels que Prokofiev, Khatchatourian, Chebaline, Popov, Miaskovski, sont également réhabilités.
Mais Chostakovitch n'arrive toujours pas à surmonter la faiblesse de son inspiration. Ainsi le Sixième Quatuor marque un net recul par rapport aux deux remarquables quatuors précédents. Le Deuxième Concerto pour piano, dédié à son fils Maxime, voit le jour en 1957. L'année suivante, Chostakovitch reçoit le prix Lénine pour sa monumentale Onzième Symphonie.
Chostakovitch sort de sa longue crise d'inspiration en 1959 avec la composition de son Premier Concerto pour violoncelle, écrit pour Rostropovitch. Il compose ensuite son Septième Quatuor à cordes ainsi qu'un cycle vocal, dédié à Galina Vichnevskaïa, l'épouse de Rostropovitch, Les Satires. À l'été 1960, lors d'un séjour à Dresde, Chostakovitch écrit, en trois jours seulement, son Huitième Quatuor à cordes, qui reste l'un de ses chefs-d'œuvre. Cette dernière est sous-titrée « Aux victimes du fascisme et de la guerre », en mémoire du bombardement de Dresde qui a eu lieu en 1945. C'est une œuvre que Chostakovitch décrit dans ses Mémoires comme autobiographique, comme plusieurs de ses collègues, dont Natalya Vovsi-Mikhoels et le violoncelliste Valentin Berlinsky, étaient conscients de l'intention biographique du Huitième Quatuor. Peter J. Rabinowitz a également relevé des références cachées aux Métamorphoses de Richard Strauss.

#### Adhésion au Parti communiste
Le 15 septembre 1960, l'agence Tass publie un communiqué annonçant la candidature de Chostakovitch au Parti. Il s'agissait d'une inévitable proposition du Kremlin à la suite d'une remarque directe d'un journaliste américain, l'année précédente à New York, constatant que le seul membre de la délégation soviétique à ne pas être encarté était Chostakovitch. Cependant beaucoup de ses amis se détournent de lui, comme Chebaline. Cet événement a été diversement interprété comme une preuve d'engagement, une marque de lâcheté, le résultat de pressions politiques ou sa libre décision. D'une part, l'appareil était sans doute moins répressif qu'il ne l'était avant la mort de Staline. D'autre part, son fils se souvient que l'événement a fait pleurer Chostakovitch et qu'il a dit plus tard à sa troisième femme Irina qu'on l'avait fait chanter. À partir de 1962, il a été délégué au Soviet suprême de l'Union soviétique. En adhérant au parti, Chostakovitch s'engage également à écrire enfin l'hommage à Lénine qu'il avait promis auparavant. Sa Douzième Symphonie, qui dépeint la révolution d'Octobre et qui fut achevée en février 1961, est dédiée à Lénine et intitulée « L'année 1917 ».
Le XXIIe Congrès du Parti, en octobre 1961, marque une nouvelle étape dans les transformations intervenues depuis la mort de Staline. On assiste çà et là à des événements d'une portée capitale, comme l'arrivée de Leonard Bernstein et de l'Orchestre de New York dès 1959, ou le retour d'Igor Stravinsky en 1962, après cinquante ans d'absence. Un événement musical inattendu se produit : le 30 décembre 1961, l'Orchestre philharmonique de Moscou placé sous la direction de Kirill Kondrachine donne pour la première fois la Quatrième Symphonie de Chostakovitch.
En 1962, Chostakovitch se marie pour la troisième fois, avec Irina Supinskaya. Dans une lettre à Glikman, il écrit : « Son seul défaut est qu'elle a 27 ans. À tous les autres égards, elle est splendide : intelligente, gaie, franche et très sympathique. » Selon Galina Vichnevskaïa, qui connaissait bien les Chostakovitchs, ce mariage fut très heureux : « C'est avec elle que Dmitri Dmitrievitch a finalement connu la paix domestique... Elle a assurément prolongé sa vie de plusieurs années. » Au printemps 1962, Chostakovitch compose sa Treizième Symphonie, sur des textes d'Ievgueni Ievtouchenko. Le théâtre Stanislavski et Némirovitch Dantchenko de Moscou met en répétition Lady Macbeth de Mzensk, qui a changé de titre pour devenir Katerina Ismaïlova. En 1964, il écrit ses Neuvième et Dixième Quatuors à cordes, puis s'attèle à un poème vocal et instrumental sur un fragment poétique d'Evtouchenko, L'Exécution de Stépane Razine.
En 1965, à la suite de la chute de Khrouchtchev (octobre 1964) et du resserrement de l’emprise du Parti sur la société, Chostakovitch défend publiquement le poète Joseph Brodsky, condamné à cinq ans d'exil et de travaux forcés. Chostakovitch a cosigné des protestations avec Evtouchenko, ses collègues artistes soviétiques Kornei Tchoukovski, Anna Akhmatova, Samouil Marchak et le philosophe français Jean-Paul Sartre. Après les protestations, la peine a été commuée, et Brodsky est retourné à Leningrad.

### Dernières années

#### Inspirations musicales tardives
En 1966, année des soixante ans du compositeur, des concerts solennels sont organisés dans le monde entier en son honneur. En février, il compose son Onzième Quatuor, puis en avril son Deuxième Concerto pour violoncelle, dédié à Rostropovitch. Le 28 mai 1966, Chostakovitch participe comme pianiste à un concert consacré à ses œuvres. C'est la dernière fois qu'il joue en public. Dans la nuit, il est frappé d'une crise cardiaque, et reste plusieurs semaines à l'hôpital. Cet infarctus est le premier indice de délabrement d'une santé déjà fragile : dès la fin des années 1950, Chostakovitch avait ressenti les premiers symptômes d'une paralysie de la main. Il est diagnostiqué en 1965 de poliomyélite. Son état de santé l'oblige à mener une vie plus calme, et il doit renoncer à l'alcool et aux cigarettes. En décembre 1966, lors d'un nouveau séjour à l'hôpital, il se plonge dans la poésie d'Alexandre Blok, d'où il tirera un curieux cycle de Sept Romances.
Le Second Concerto pour violon, dédié à David Oïstrakh, est créé à l'automne 1967. En mars 1968, Chostakovitch achève son Douzième Quatuor à cordes dans lequel, pour la première fois, il utilise le langage dodécaphonique. On retrouvera cette technique dans son œuvre suivante, la Sonate pour violon et piano.
Le compositeur passe les mois de janvier et de février 1969 de nouveau à l'hôpital. Il lit beaucoup et se prend de passion pour des poèmes de Baudelaire, d'Apollinaire et de Rilke qui lui inspireront sa Quatorzième Symphonie dédiée à Benjamin Britten. Il s'agit de la première de plusieurs œuvres de Chostakovitch qu'on peut interpréter comme un adieu à la vie.
En juin 1970, il compose son Treizième Quatuor à cordes. Au début de l'année suivante, il se met à composer sa Quinzième Symphonie, qui sera créée à Moscou en janvier 1972, sous la direction de son fils Maxime Chostakovitch. Cette dernière Symphonie contraste avec les précédentes de par nature mélodique et rétrospective, citant Wagner, Rossini et sa propre Quatrième Symphonie. Le 17 septembre 1971, il subit un nouvel infarctus.

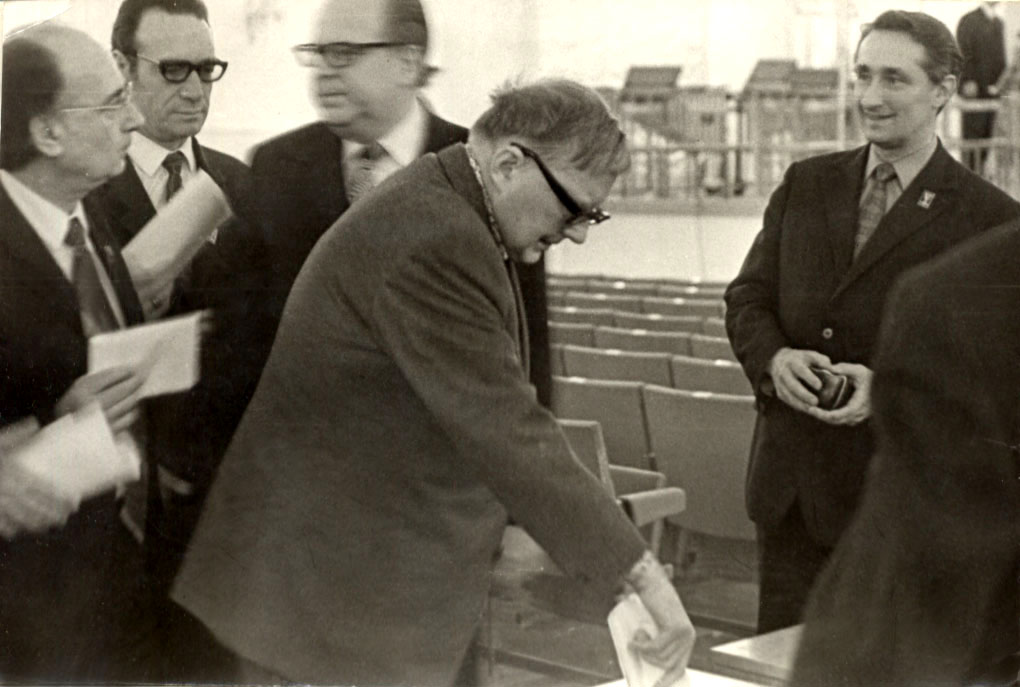
Chostakovitch vote pour l'élection du Conseil d'administration du Congrès des musiciens soviétiques en 1974 à la Maison des syndicats à Moscou.

Les dernières années de la vie de Chostakovitch coïncident avec celles de l'ère Brejnev, période durant laquelle le régime se durcit. Des mouvements d'opposition émergent toutefois, avec à leurs têtes Soljenitsyne et Sakharov. Parmi les musiciens, Rostropovitch est le seul à rejoindre les rangs de l'opposition. Chostakovitch n'a pas les moyens de se révolter contre la situation politique. Le jour où la Pravda lui demande de signer une pétition condamnant Andreï Sakharov, le compositeur et sa femme s’arrangent pour ne pas être présents quand le coursier apporte le texte. Le lendemain, la signature de Chostakovitch est cependant dans le journal.

#### Mort de Chostakovitch
Après l'achèvement de sa Quinzième Symphonie, il n'écrit plus une note pendant un an et demi. L'inspiration d'un grand compositeur russe par la musique juive, est un cas unique dans l'histoire de la musique russe. Il reprend des thèmes de la musique klezmer. L'influence de ses deux élèves juifs au Conservatoire de Leningrad, Benjamin Fleischmann et Youri Levitine, peut être avancée. Le spectre de la mort rôde autour de lui et lui enlève beaucoup de ses amis proches. Au printemps 1973, il reprend le dessus et écrit son Quatorzième Quatuor à cordes puis Six Romances sur des poèmes de Marina Tsvetaïeva. À la fin de l'année, on diagnostique chez lui un cancer.
Au printemps 1974 naît le Quinzième Quatuor à cordes, suivi d'une autre œuvre majeure, la Suite pour basse et piano sur des poèmes de Michel-Ange. En avril 1975, lors d'un séjour dans une maison de santé, Chostakovitch écrit un cycle de mélodies dédié à Nesterenko : quatre poèmes du capitaine Lebiadkine pour basse et piano, sur des textes de Dostoïevski. Il compose ensuite sa dernière œuvre, la Sonate pour alto et piano, terminée en juillet et dédiée à Fiodor Droujinine, altiste du quatuor Beethoven.
Admis à l'hôpital, Chostakovitch meurt le 9 août 1975. Les funérailles ont lieu le 14 août et l’ensevelissement a lieu au cimetière de Novodievitchi. La création de la Sonate pour alto et piano a lieu le 25 septembre 1975, jour de l'anniversaire du compositeur.
En 1976, on lui attribue à titre posthume le prix national Taras-Chevtchenko pour son opéra Katerina Ismailova.

## Œuvre

### Esthétique de l'œuvre
Les premières œuvres de Chostakovitch, notamment sa Première Symphonie, qui, créée en 1926, le révéla au public et lui apporta une reconnaissance internationale, possèdent déjà un style personnel bien que révélant l'influence des compositeurs russes tels que Prokofiev ou Stravinsky. Sa relation avec Stravinsky était profondément ambivalente ; comme Chostakovitch l'écrit à Glikman, « Je vénère Stravinsky le compositeur. Je méprise Stravinsky le penseur. » Après sa Première Symphonie, Chostakovitch radicalisa son langage avec des œuvres expérimentales comme la Première Sonate pour piano. Ses recherches modernistes aboutirent à la composition d'un de ses chefs-d'œuvre : son opéra le Nez, créé en 1930. Mais le style de cette œuvre déconcerta nombre de critiques, ainsi que l'Association russe des musiciens prolétaires qui déclara l'opéra inutile pour les travailleurs.
En 1927, Chostakovitch accepte pour la première fois la commande d'une œuvre de propagande et compose sa Deuxième symphonie dédiée à la révolution d'Octobre. Le compositeur, désireux de se faire connaître et encore sous l'influence d'un idéal communiste « esthète et éclairé », rend en toute candeur ce premier service à la patrie en ignorant totalement les menaces planant sur sa liberté.
Convaincu après le Nez de la nécessité de réviser ses ambitions stylistiques, Chostakovitch expérimente les sources du comique et du satirique en musique. Il aborde ainsi avec enthousiasme la composition de musique pour le théâtre et le cinéma, confirmant son engagement aux côtés du pouvoir. Il écrit la musique de La Punaise d'après Maïakovski, le « poète de la Révolution », sur une mise en scène de Meyerhold ; il côtoie les fondateurs du cinéma soviétique à travers l'écriture de sa première musique de film, celle de La Nouvelle Babylone ; il écrit deux ballets propagandistes, L'Âge d'or et Le Boulon. Si la composition de la musique de scène et de films lui permet de développer son goût pour le grotesque et le sarcasme, les échecs des deux ballets l'Âge d'or et le Boulon lui font finalement prendre conscience de l'impasse dans laquelle l'a conduit la musique utilitaire. Il rédige en 1931 un manifeste qui paraît dans la revue Rabotchi i teatr dans lequel il proclame son désir d'indépendance. Chostakovitch est aussitôt accusé de s'éloigner des masses.
Mûri de ces diverses expériences, le langage de Chostakovitch est presque définitivement forgé à la fin de la décennie 1920. Ce langage réalise une synthèse des tendances d'avant-garde avec la tradition classique, à laquelle le compositeur restera toujours fidèlement attaché.
L'opéra Lady Macbeth de Mtsensk (1934) lui vaut des critiques, l'artiste étant accusé, en pleine terreur idéologique, de composer de la musique élitiste, s'opposant ainsi au peuple. En réalité, cet opéra fut bien reçu par le public et la critique lors de sa création. Toutefois, lors de l'une des représentations de l'œuvre au Théâtre Bolchoï, Staline quitta ostensiblement la salle pendant le deuxième acte ; le surlendemain, un article parut dans la Pravda, dont chacun comprit qu'il avait été inspiré par Staline en personne, est très sévère pour l'œuvre. L'article critiquait surtout le caractère « immoral » de l'héroïne (cet opéra est une adaptation de Lady Macbeth du district de Mtsensk de Nikolaï Leskov) et le caractère « pornographique » de la mise en scène. Les représentations furent immédiatement interrompues, à l'initiative de la direction du Théâtre. Quelque temps plus tard, la Symphonie no 4, dont la création était proche et qui était en cours de répétition reçut une critique difficile dans un nouvel article de la Pravda. Chostakovitch décida à la suite de cet article de suspendre les répétitions et de ne pas publier cette symphonie, car cette critique était manifestement lourde de menaces envers lui.
Le compositeur décide de composer en réaction la Cinquième Symphonie (1935) afin de permettre une réhabilitation de son image auprès de l'État soviétique. Cette symphonie reprend des motifs simples (à la manière par exemple de Mozart), en particulier dans son premier mouvement assez austère, et dans un finale où la solennité est poussée à l'extrême, peut être jusqu'au sarcasme contre la musique que l'on souhaitait lui voir composer. En réalité, il semble que cette symphonie soit tout entière conçue dans la même veine que la Quatrième Symphonie, Chostakovitch ayant volontairement supprimé toute dissonance trop évidente et l'ayant charpentée en quatre mouvements très typés, sans rien changer dans le fond à sa musique. Cette symphonie remporta un grand succès et fut considérée par le régime soviétique comme un retour du compositeur dans le « droit chemin ». La Cinquième symphonie est aussi la symphonie du XXe siècle la plus jouée et la plus enregistrée, et beaucoup de grands chefs d'orchestre la tiennent pour le chef-d'œuvre symphonique de Chostakovitch.
La Quatrième Symphonie ne fut créée qu'en 1961, soit 25 ans après sa composition. Son style sombre, et son orchestration mahlérienne, en faisait une œuvre que le compositeur ne pouvait librement publier à l'époque de sa composition (1935). Elle était, selon lui, composée « pour le tiroir ». En réalité, c'est une œuvre assez longue, très complexe quant à ses structures, contenant quelques accords extrêmement dissonants notés ffff sur la partition, ayant une absence totale d'allusions politiques, contrairement à un certain nombre d'autres œuvres du compositeur. Elle reçut, lors de sa création, un succès d'estime, et il n'en exista longtemps qu'un nombre limité d'enregistrements.

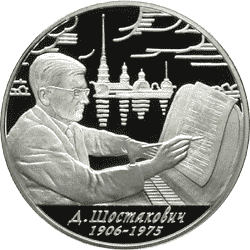
Pièce de monnaie de la Banque de Russie. Série : « personnalités exceptionnelles de la Russie », anniversaire de la naissance de Dmitri Chostakovitch, 2 roubles, verso.

À compter de ce moment, ses compositions apparaissent comme sombres, voire très noires, et résolument pessimistes. Sarcastique, grinçant, ou au contraire d'une limpidité et d'un classicisme tout ironique (ses œuvres de « réalisme soviétique » semblent être écrites d'une autre main), il se démarque nettement de ses contemporains par un ton qui ne pouvait que déplaire à la toute puissante propagande stalinienne. Enfin, la musique de Chostakovitch ne peut se réduire, chez lui comme chez tous ses contemporains, à une analyse purement politique.
Plusieurs de ses quatuors ont été réorchestrés pour orchestre de chambre par Roudolf Barchaï ; ainsi, la symphonie de chambre opus 110bis n'est autre que le Huitième Quatuor retravaillé par Barchaï. Après avoir réalisé une réorchestration du Boris Godounov de Modeste Moussorgski (orchestration aujourd'hui oubliée depuis le retour des orchestrations originales de Moussorgski), Chostakovitch réalisera l'orchestration de référence de La Khovantchina du même Moussorgski.
Il aura composé 15 symphonies, 15 quatuors à cordes, 2 concertos pour violon, 2 pour violoncelle, et 2 pour piano. Il s'intéressa également à la musique scénique et à la musique de film.
Dmitri Chostakovitch a lié de profondes amitiés, notamment avec des musiciens comme David Oïstrakh, et Mstislav Rostropovitch, dédicataires de ses concertos pour violon et violoncelle.

### Les quatuors à cordes
| Quatuor       | Tonalités des quatuors écrits | Tonalités prévues par Chostakovitch |
| ------------- | ----------------------------- | ----------------------------------- |
| Quatuor no 1  | Do majeur                     | Do majeur                           |
| Quatuor no 2  | La majeur                     | La majeur                           |
| Quatuor no 3  | Fa majeur                     | Fa majeur                           |
| Quatuor no 4  | Ré majeur                     | Ré majeur                           |
| Quatuor no 5  | Si-bémol majeur               | Si bémol majeur                     |
| Quatuor no 6  | Sol majeur                    | Sol majeur                          |
| Quatuor no 7  | Fa-dièse mineur               | Mi-bémol majeur                     |
| Quatuor no 8  | Do mineur                     | Do mineur                           |
| Quatuor no 9  | Mi-bémol majeur               | La-bémol majeur                     |
| Quatuor no 10 | La-bémol majeur               | Fa mineur                           |
| Quatuor no 11 | Fa mineur                     | Ré-bémol majeur                     |
| Quatuor no 12 | Ré-bémol majeur               | Si-bémol mineur                     |
| Quatuor no 13 | Si-bémol mineur               | Fa-dièse majeur                     |
| Quatuor no 14 | Fa-dièse majeur               | Mi-bémol mineur                     |
| Quatuor no 15 | Mi-bémol mineur               | Si majeur                           |
| Quatuor no 16 |                               | Sol dièse mineur                    |
| Quatuor no 17 |                               | Mi majeur                           |
| Quatuor no 18 |                               | Do dièse mineur                     |
| Quatuor no 19 |                               | La mineur                           |
| Quatuor no 20 |                               | Fa dièse mineur                     |
| Quatuor no 21 |                               | Ré mineur                           |
| Quatuor no 22 |                               | Si mineur                           |
| Quatuor no 23 |                               | Sol mineur                          |
| Quatuor no 24 |                               | Mi mineur                           |

En 1968, au cours d'une répétition du Septième Quatuor, Dimitri Tzyganov annonça à Chostakovitch : 

« Mitia, la maison de disques Melodiya nous a demandé d'enregistrer ton dernier quatuor. 
 — Qu'est-ce que ça veut dire, mon « dernier » quatuor !? s'écria le compositeur. Il n'y en aura de « dernier » quand je les aurai tous écrits. 
 — Et combien as-tu l'intention d'en écrire ? 
 — Vingt-quatre, répondit Chostakovitch. N'as-tu pas remarqué que les tonalités ne se répètent jamais ? Je vais en composer un dans chacune des vingt-quatre tonalités. Ils doivent former un cycle complet. »

Chostakovitch est mort avant d'avoir achevé le cycle de vingt-quatre quatuors qu'il avait prévu. Lorsqu'on s'intéresse aux tonalités des quinze quatuors, on remarque qu'en effet aucune n'est répétée, mais aussi qu'elles suivent une logique. Le tableau ci-contre nous permet de comprendre cette logique.
On remarque tout d'abord dans la colonne des tonalités prévues par Chostakovitch que les tons (on ne s'intéresse pas au mode, majeur ou mineur) suivent le cycle des quartes (cycle des quintes en sens inverse) comme s'il alternait modes majeur et mineur (do majeur, la mineur, fa majeur, ré mineur, si bémol majeur, etc.). Cependant, au lieu d'alterner modes majeur et mineur (do majeur, la mineur) comme il le fit dans les préludes et fugues, Chostakovitch choisit de n'utiliser d'abord que le mode majeur et de composer seulement en mode mineur lorsqu'un quatuor dans la tonalité homonyme fut composé (par exemple, le 8e quatuor est en do mineur et pas en do majeur car cette tonalité est déjà utilisée pour le 1er quatuor). Enfin, Chostakovitch a introduit une seconde complication : en 1960, six ans après la mort de sa première femme, Chostakovitch écrivit le 7e qu'il lui dédia et au lieu de suivre la logique qu'il avait entamée, c'est-à-dire au lieu d'écrire ce quatuor en mi bémol majeur, il l'écrivit en fa dièse mineur (en gras dans le tableau). Les tonalités des quatuors suivants reprennent le schéma initial, car après le 8e écrit en do mineur puis le 9e en mi bémol majeur, l'enchaînement des tonalités reprend le schéma initial (avec un "décalage" dû à l'introduction de la tonalité de fa dièse mineur qui n'était pas prévue ; en gras et italique dans le tableau). Ian Strachan propose une autre hypothèse : il a mis en avant le fait que les numéros des quatuors dont les tonalités correspondent aux lettres de Chostakovitch dans le système allemand de notation (D = 4, S (pour Es) = 9, C = 1 et H = 16) sont des carrés (en effet, 4 = 2², 9 = 3², 1 = 1² et 16 = 4²). Cette dernière hypothèse paraît d'autant plus vraisemblable qu'il arrivait à Chostakovitch de signer ses œuvres avec son motif DSCH, celui-ci pouvant parfois devenir le sujet même de l'œuvre (Dixième Symphonie, Huitième Quatuor).
Dans tous ses quatuors, le compositeur attache une grande importance aussi bien à l'individualité des quatre instrumentistes qu'à leur rôle dans l'ensemble.

### Publications posthumes
En 2004, la musicologue Olga Digonskaya a découvert plusieurs manuscrits de Chostakovitch au musée central d'État de la culture musicale Glinka, à Moscou. Dans un dossier en carton se trouvaient quelque « 300 pages d'esquisses musicales, de pièces et de partitions » de la main de Chostakovitch. « Un ami compositeur soudoyait la femme de ménage de Chostakovitch pour qu'elle lui livre régulièrement le contenu de la poubelle du bureau de Chostakovitch, au lieu de le mettre à la poubelle. Certains de ces déchets ont fini par se retrouver dans le Glinka... Les archives 'contenaient un nombre considérable de pièces et de compositions qui étaient totalement inconnues ou dont on pouvait retrouver la trace de manière indirecte' », a déclaré Digonskaya.r
Parmi celles-ci figuraient les esquisses pianistiques et vocales de Chostakovitch pour le prologue d'un opéra, Orango (1932). Elles ont été orchestrées par le compositeur britannique Gerard McBurney et créées en décembre 2011 par l'Orchestre philharmonique de Los Angeles,,,.

### Critiques
Selon McBurney, les avis sont partagés quant à savoir si la musique de Chostakovitch est « d'une puissance et d'une originalité visionnaires, comme certains le soutiennent, ou, comme d'autres le pensent, dérivée, vide et de seconde main ». William Walton, son contemporain britannique, l'a décrit comme « le plus grand compositeur du XXe siècle ». Le musicologue David Fanning conclut dans le Grove Dictionary qu'« au milieu des pressions contradictoires des exigences officielles, des souffrances massives de ses compatriotes et de ses idéaux personnels de service humanitaire et public, [Chostakovitch] a réussi à forger un langage musical d'une puissance émotionnelle colossale ».
Certains compositeurs modernes se sont montrés critiques. Pierre Boulez a considéré la musique de Chostakovitch comme « le deuxième, voir le troisième succédané de Mahler ». Le compositeur roumain et disciple de Webern, Philip Gershkovich, a qualifié Chostakovitch de « bidouilleur en transe ». On se plaint également que le style de Chostakovitch est vulgaire et strident : Stravinsky a écrit à propos de Lady Macbeth : « brutalement martelant... et monotone ». Le compositeur et musicologue anglais Robin Holloway a décrit sa musique comme étant « d'un gris cuirassé en ce qui concerne la mélodie et l'harmonie, d'une structure d'usine, et d'un contenu entièrement rhétorique et coercitif ».
Dans les années 1980, le chef d'orchestre et compositeur finlandais Esa-Pekka Salonen a critiqué Chostakovitch et a refusé de diriger sa musique. Par exemple, il a déclaré en 1987 :

« Chostakovitch est à bien des égards un contre-pied à Stravinsky. [...] Lorsque j'ai dit que la Septième Symphonie de Chostakovitch était une composition terne et désagréable, les gens ont répondu : « Oui, mais pensez au contexte de cette symphonie ». Une telle attitude ne fait de bien à personne. »

Depuis, Salonen a interprété et enregistré plusieurs œuvres de Chostakovitch, notamment en dirigeant la première mondiale d'Orango, mais il a qualifié la Cinquième Symphonie de « surfaite », ajoutant qu'il était « très méfiant à l'égard des compositions héroïques en général ».
Chostakovitch emprunte sensiblement au matériel et aux styles des compositeurs antérieurs et à la musique populaire ; la vulgarité de la musique « basse » est une influence notable sur ce « plus grand des éclectiques ». McBurney fait remonter cette influence aux cercles artistiques d'avant-garde du début de la période soviétique dans lesquels Chostakovitch a évolué au début de sa carrière, et soutient que ces emprunts étaient une technique délibérée pour lui permettre de créer des « motifs de contraste, de répétition, d'exagération » qui donnaient à sa musique une structure de grande échelle.

## Distinctions et hommages

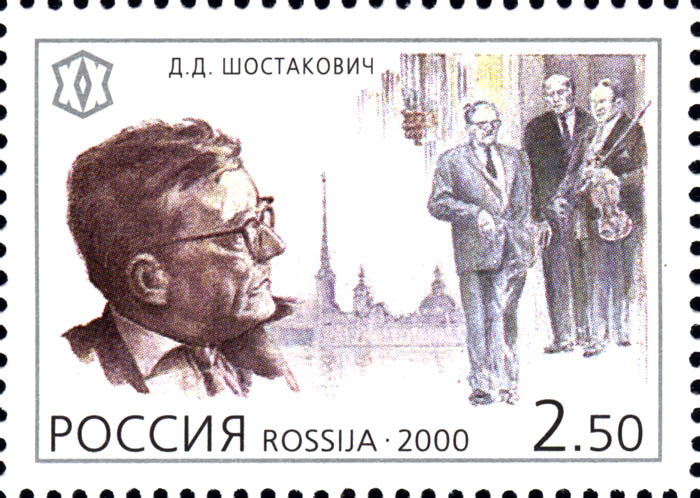

Belgique : membre de la Académie royale des sciences, des lettres et des beaux-arts (1960)
Danemark : prix musical Léonie-Sonning (1973)
Finlande : prix Sibelius de Wihuri (1958)
Union soviétique :
- Héros du travail socialiste (1966)[105]
- Ordre de Lénine (1946, 1956, 1966)[106]
- Ordre de la révolution d'Octobre (1971)[107]
- Ordre du Drapeau rouge du Travail (1940)[108]
- Artiste du peuple de l'URSS (1954)[109]
- Artiste du peuple de la RSFSR (1948)[51]
- Prix international de la paix (1954)[109]
- Prix Lénine (1958 – pour la Onzième Symphonie)[104]
- Prix Staline (1941 – pour le Quintette avec piano ; 1942 – pour la Symphonie no 7; 1946 – pour Trio avec piano no 2; 1950 – pour Le Chant des forêts et La Chute de Berlin ; 1952 – pour 10 poèmes pour chœur)[110]
- Prix d'État de l'URSS (1968 – pour le poème « L'Exécution de Stépane Razin »)[111]
- Prix d'État Glinka de la RSFSR (1974 – pour le Quatorzième quartet pour Cordes et le cycle pour chœur « Fidélité »)[107]
- Prix Taras-Chevtchenko (1976 (posthume) – pour l'opéra Katerina Izmailova)

Royaume-Uni : Médaille d'or de la Royal Philharmonic Society (1966)
En 1962, il est nommé pour l'Oscar de la meilleure musique de film pour Khovanshchina (1959).
- (2669) Chostakovitch, astéroïde nommé en hommage au musicien.

### Cinéma
- 1987 : Testimony, film biographique britannique de Tony Palmer, avec Ben Kingsley dans le rôle de Dmitri Chostakovitch.

### Littérature
- 2005 : Central Europe, roman de William T. Vollmann dont le personnage central est le compositeur russe Dmitri Chostakovitch.
- 2016 : Le Fracas du temps, roman de Julian Barnes autobiographie romancée de Chostakovitch[114].

### Bases de données et dictionnaires
- (ru + en) Site officiel
- Ressources relatives à la musique :   - International Music Score Library Project
  - AllMusic
  - Bait La Zemer Ha-Ivri
  - BRAHMS
  - Carnegie Hall
  - Discography of American Historical Recordings
  - Discogs
  - Grove Music Online
  - Last.fm
  - MusicBrainz
  - Muziekweb
  - Rate Your Music
  - Répertoire international des sources musicales
  - Songkick
  - VGMDb
- Ressources relatives au spectacle :   - Archives suisses des arts de la scène
  - Les Archives du spectacle
  - Kunstenpunt
  - TheatreOnline
- Ressources relatives à l'audiovisuel :   - AllMovie
  - Allociné
  - Filmportal
  - IMDb
- Ressources relatives aux beaux-arts :   - Académie des arts de Berlin
  - Académie des beaux-arts
  - National Portrait Gallery
- Ressources relatives à la recherche :   - Académie royale de Belgique
  - Isidore
- Ressource relative à plusieurs domaines :   - Radio France
- Notices dans des dictionnaires ou encyclopédies généralistes :   - Britannica
  - Brockhaus
  - Den Store Danske Encyklopædi
  - Deutsche Biographie
  - Enciclopedia italiana
  - Enciclopedia De Agostini
  - Enciclopédia Itaú Cultural
  - Gran Enciclopèdia Catalana
  - Hrvatska Enciklopedija
  - Internetowa encyklopedia PWN
  - Nationalencyklopedin
  - Munzinger
  - Store norske leksikon
  - Universalis
  - Visuotinė lietuvių enciklopedija
- Notices d'autorité :   - VIAF
  - ISNI
  - BnF (données)
  - IdRef
  - LCCN
  - GND
  - Italie
  - Japon
  - CiNii
  - Espagne
  - Belgique
  - Pays-Bas
  - Pologne
  - Israël
  - NUKAT
  - Catalogne
  - Suède
  - Vatican